# Le nuove avventure di Scooby-Doo
Le nuove avventure di Scooby-Doo (What's New, Scooby-Doo?) è una serie televisiva d'animazione prodotta da Warner Bros. Pictures Television Animation Distribution e basata sui personaggi di Scooby-Doo, composta da 42 episodi di circa 20 minuti ciascuno. 
La serie è stata trasmessa per la prima volta negli Stati Uniti su Kids' WB dal 14 settembre 2002 al 21 luglio 2006, per un totale di 42 episodi ripartiti su tre stagioni. In Italia la serie è stata trasmessa dal 22 dicembre 2003 su Cartoon Network e in seguito replicata su Boomerang, Boing e Italia 1.

## Trama
La serie si presenta come una ripresa della serie originale, ambientata però all'inizio degli anni 2000: Scooby-Doo e i suoi amici detective della Mystery e Affini guidano un furgone (la Mystery Machine) per risolvere misteri utilizzando le tecnologie del XXI secolo.

## Personaggi principali
- Scooby-Doo, doppiato in originale da Frank Welker e in italiano da Nanni Baldini
- Shaggy Rogers, doppiato in originale da Casey Kasem e in italiano da Oreste Baldini
- Fred Jones, doppiato in originale da Frank Welker e in italiano da Francesco Bulckaen
- Daphne Blake, doppiato in originale da Grey DeLisle e in italiano da Domitilla D'Amico
- Velma Dinkley, doppiato in originale da Mindy Cohn e in italiano da Rachele Paolelli

### Personaggi ricorrenti
- Elliot Blender: un ragazzo competitivo che spesso perde contro Velma partecipando a gare e concorsi
- Melbourne O'Reilly: avventuriero australiano ed eroe di Fred
- J.J. Hakimoto: un famoso regista
- Gibby Norton: un nerd che ha una cotta per Velma ma non viene ricambiato
- Burr Batson: racer che guida un monster truck
- Professor Laslow Ostwald: un inventore e scienziato
- Hex Girls: Thorn, Dusk e Luna, sono i membri di un famoso gruppo rock già apparse in altre incarnazioni del cartone
- Mr. B: il proprietario dei 6 Segreti, sei cuccioli di Golden Retriever
- Crissie: un Golden Retriever, madre dei 6 Segreti
- Nancy Chang: reporter

## Episodi
| Stagione         | Episodi | Prima TV originale | Prima TV Italia |
| ---------------- | ------- | ------------------ | --------------- |
| Prima stagione   | 14      | 2003-2004          | 2003            |
| Seconda stagione | 14      | 2004-2005          | 2004            |
| Terza stagione   | 14      | 2006-2007          | 2007-2008       |